# Шёнмецлер, Зепп
Зепп Шёнмецлер (нем. Sepp Schönmetzler; 24 сентября 1944 года) — фигурист из ФРГ, двукратный чемпион Германии 1962 и 1965 годов, участник зимних Олимпийских игр 1964 года в мужском одиночном катании.
Зепп Шёнмецлер начал заниматься фигурным катанием в возрасте 4 лет. Его тренером стал отец — Йозеф Шёнмецлер. Кроме фигурного катания Зепп занимался гольфом, теннисом и восточными единоборствами. В 1962 и 1965 годах выиграл чемпионат ФРГ. В 1964 году участвовал в олимпийских играх в составе объединённой германской команды. В 1965 году закончил любительскую карьеру и два года гастролировал с Ice Capades. С 1967 года работал тренером в Кёльне. В 1972 года стал работать фотокорреспондентом в газете Bild. Зепп Шёнмецлер организовал научно-спортивное издательство «Verlag für Sportfachinformation» и выпускать спортивный журнал «Eissport-Magazin».
С 1979 по 2002 год был женат на Сабине Байер. Имеет двоих детей.

## Спортивные достижения
| Соревнования/Сезоны     | 1960 | 1961 | 1962 | 1963 | 1964 | 1965 |
| ----------------------- | ---- | ---- | ---- | ---- | ---- | ---- |
| Зимние Олимпийские игры |      |      |      |      | 12   |      |
| Чемпионаты мира         |      |      | 13   | 7    | 10   | 11   |
| Чемпионаты Европы       |      | 7    | 8    | 5    | 6    | 4    |
| Чемпионаты Германии     | 3    | 2    | 1    | 2    |      | 1    |